# Dunas de Ica
Las Dunas de Ica o desierto de Ica es un área de la costa peruana que se ubica sobre una franja de ancho variable de la planicie del desierto costero del Pacífico sudamericano central que limita con la ribera del mar de Grau por el oeste y los Andes peruanos al este. Se asienta sobre llanuras y planicies desérticas con elevado porcentaje de arena, presentando características geoformas en forma de dunas o médanos, tanto fósiles —los ubicados hacia el interior—, como vivos —en las exposiciones más próximas a la ribera marítima—.
Su nombre proviene de la región en donde se ubica, el Departamento de Ica, y el término "dunas" no es explícitamente solo para las dunas,[cita requerida] si no por antonomasia para todo el paraje desértico del departamento incluyendo accidentes geográficos como el Cañón de los Perdidos y la Península de Paracas,[cita requerida] así como también sitios arqueológicos como el Candelabro de Paracas y las Líneas de Nazca.[cita requerida] La flora y fauna de las dunas se presentan principalmente en la Reserva nacional de Paracas, la Reserva nacional San Fernando y el Área de conservación regional Laguna de Huacachina.
En el lado económico los valles agrarios, la minería, los viñedos y el turismo son motores de todo el departamento de Ica. La geografía de las dunas permiten a la región desértica ser considerada en las rutas de competencias automovilísticas importantes como el Rally Dakar y el Rally Caminos del Inca.
Las provincias que presentan explícitamente regiones con grandes dunas son Pisco, Provincia de Ica, Nazca. En la segunda se encuentra el único oasis natural de todo el continente americano, el oasis de Huacachina, y en la segunda están Cerro Blanco y Duna Grande, dos de las acumulaciones de arena más grandes del mundo.